# Élections sénatoriales de 2020 en Pennsylvanie
Les élections sénatoriales de 2020 en Pennsylvanie ont lieu le 3 novembre 2020 afin d'élire 25 des 30 membres du Sénat de l'État américain de Pennsylvanie.

## Système électoral
Le Sénat de Pennsylvanie est la chambre haute de son parlement bicaméral. Il est composé de 50 sièges pourvus pour quatre ans mais renouvelé par moitié tous les deux ans au scrutin uninominal majoritaire à un tour dans autant de circonscriptions que de sièges à pourvoir.

## Résultats
| Partis                   | Partis                | Voix | %   | Sièges      | Sièges | Sièges | Sièges      | Sièges        |  |
| Partis                   | Partis                | Voix | %   | Total avant | En jeu | Élus   | Total après | +/-           |  |
| ------------------------ | --------------------- | ---- | --- | ----------- | ------ | ------ | ----------- | ------------- |  |
|                          | Parti républicain (R) |      |     | 28          | 17     | 15     | 26          | 2             |  |
|                          | Parti démocrate (D)   |      |     | 21          | 8      | 10     | 23          | 2             |  |
|                          | Indépendants          |      |     | 1           | 0      | 0      | 1           | en stagnation |  |
|                          |                       |      |     |             |        |        |             |               |  |
| Votes valides            |                       |      |     |             |        |        |             |               |  |
| Votes blancs et nuls     |                       |      |     |             |        |        |             |               |  |
| Total                    | Total                 |      | 100 | 50          | 25     | 25     | 50          | en stagnation |  |
| Abstentions              |                       |      |     |             |        |        |             |               |  |
| Inscrits / participation |                       |      |     |             |        |        |             |               |  |